# Центральная телевизионная и радиовещательная студия МО РФ
Центральная телевизионная и радиовещательная студия Министерства обороны Российской Федерации (ЦТРС Минобороны России) — основное производственное подразделение телерадиокомпании «Звезда».

## История

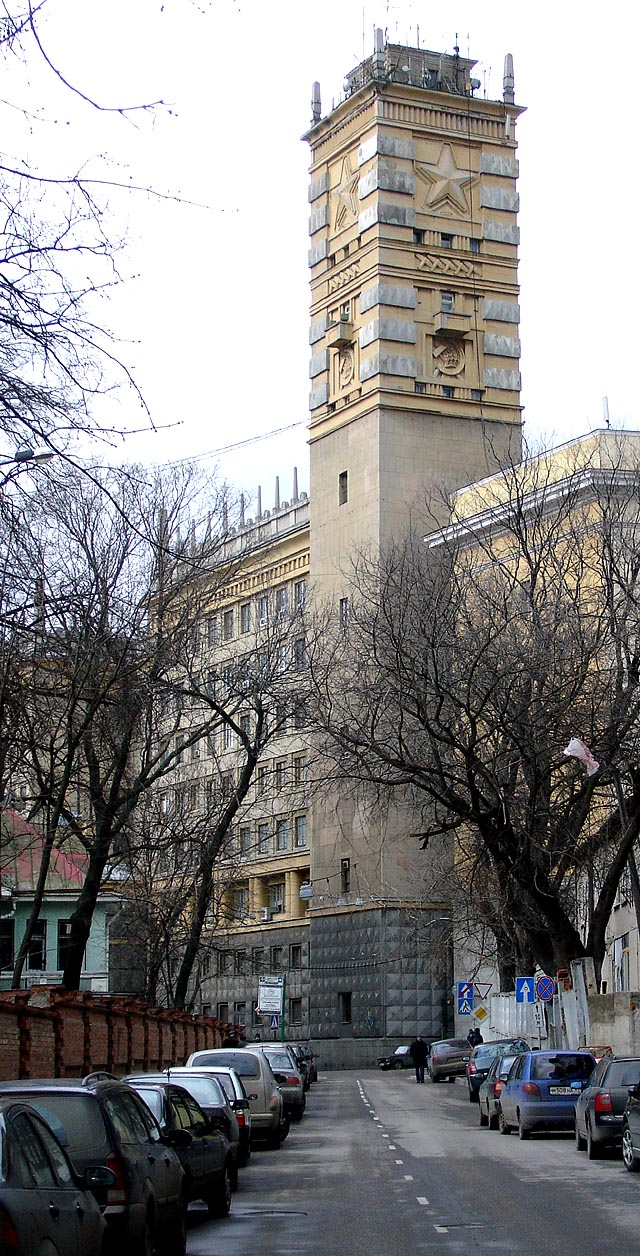
Москва, Колымажный переулок, д. 14. Здание, в котором на 5 и 7 этажах размещается ЦТРС МО РФ

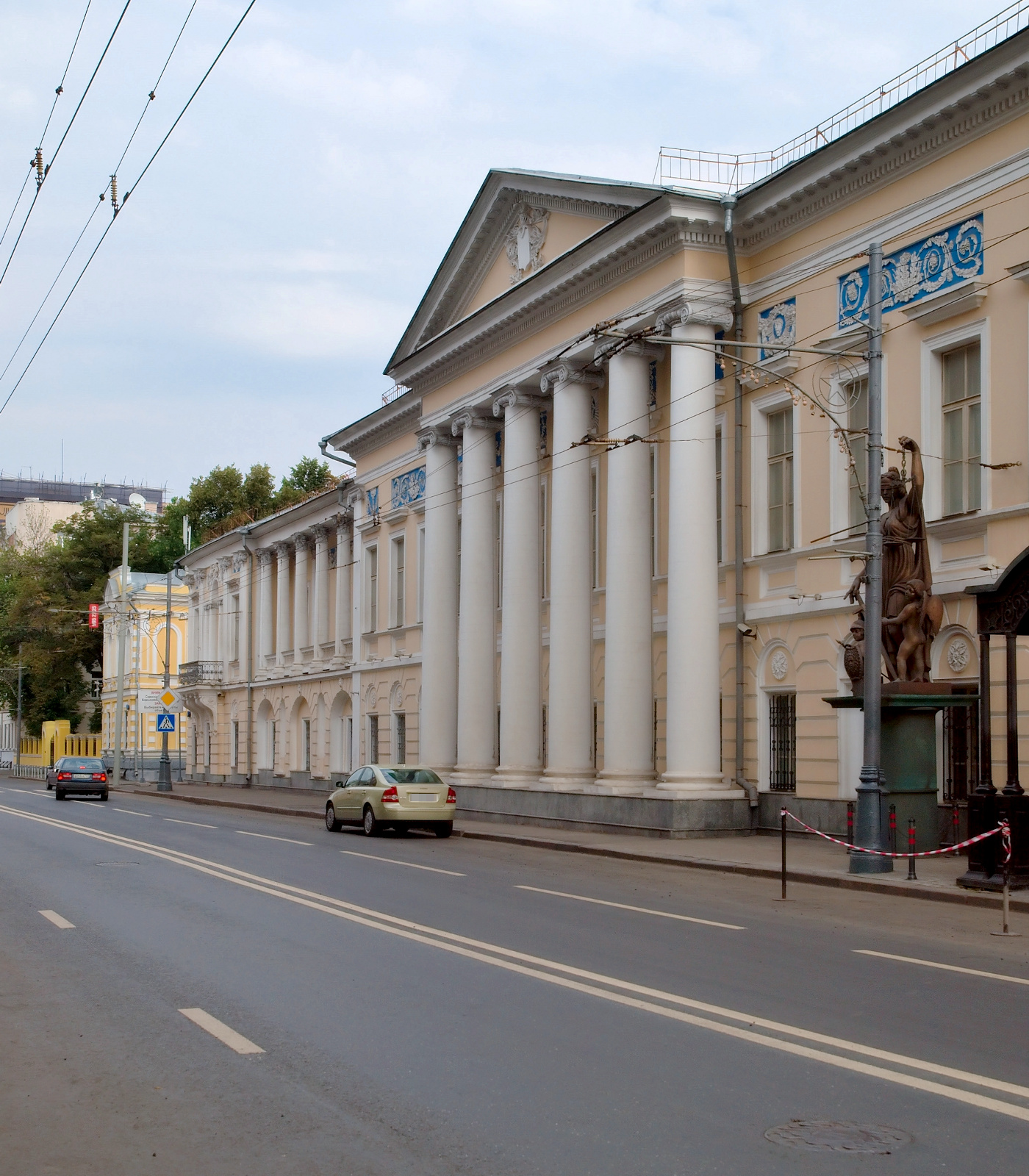
Москва, ул. Пречистенка, д. 19.
В 1992—1997 годах здесь размещалась студия телевещания ЦТРС МО РФ

Центральная телевизионная и радиовещательная студия Министерства обороны Российской Федерации (ЦТРС Минобороны России) была создана 28 июля 1992 года.
15 августа 1992 года была утверждена организационно-штатная структура ЦТРС . Первым начальником студии был назначен полковник Александр Викторович Якубовский.
В состав ЦТРС Минобороны России входили: студия телевещания, студия радиовещания и аудиоматериалов, отдел эксплуатации телерадиосетей системы телерадиовещания и технический центр.
ЦТРС Минобороны России размещалось в здании Министерства обороны на улице Шапошникова, дом 14 (ныне — Колымажный переулок), студия телевещания с 1992 по 1997 годы располагалась на ул. Пречистенка, д. 19.
4 марта 1993 года было принято Положение о ЦТРС.
В сентябре 1992 года в Министерстве печати и информации России была зарегистрирована радиостанция «Славянка». Передачи «Славянки» стали постоянно выходить в эфир на волнах «Маяка» и «Радио России».
С 1993 года сюжеты корреспондентов ЦТРС с логотипом «ВоенТВ» стали выходить в информационных программах «Новости», «Вести», «Сегодня», «Итоги», а также в военной программе Михаила Лещинского «Полигон» на канале «Останкино».
В январе 1993 года была создана первая самостоятельная еженедельная тематическая программа «ВоенТВ представляет» в эфире телеканала «Северная корона», после его закрытия с 1994 года на канале ТВ-6.
Летом 1993 года вышел в эфир первый выпуск информационной программы «Военный курьер».
В декабре 1993 года на канале ТВ-6 вышел первый выпуск информационно-развлекательной музыкальной программы ЦТРС «Армейский магазин» (Автор и ведущий Александр Ильин, ведущая — Дана Борисова). С января 1994 года программа стала выходить на 1-м канале Останкино.
В 1993 −1995 годах ЦТРС выпускала публицистическую программу «Пеленг-альфа» на 1-м канале Останкино (автор и ведущий А. Н. Островский).
С сентября 1995 года на канале ОРТ стала выходить еженедельная передача «Служу России» на Первом канале. Первым ответственным редактором программы был Александр Минаков.
С 1996 года телестудия на РТР стала выходить еженедельная программа «Присяга». Ответственный редактор и ведущий программы — Игорь Прокопенко.
В 1997 году был введён в действие новый аппаратно-студийного комплекса ЦТРС (главный инженер — В. А. Рыжов, начальники отделов — А. Г. Драпкин, С. А. Малюсин, Ю. В. Рубцов).
С 1997 года на ЦТРС появились новые программы «На караул» и «Вижу цель».
Ведущим программы «Вижу цель» (Военно-исторический журнал «Цель») на телеканале «Культура» был известный актёр Андрей Ростоцкий, редактор программы — Борис Обазюк.
В 1998 году ЦТРС Минобороны России выиграла конкурс и 17 июля 2000 года получила лицензию (в 2004 году повторно) на осуществление телевизионного вещания в Москве и Московской области.
С 20 февраля 2005 года на базе Центральной телевизионной и радиовещательной студии Министерства обороны Российской Федерации был образован новый телеканал под названием «Звезда», выходящий в эфир на 57 ТВК.
В 2004−2012 годах телестудия министерства обороны производила для телеканалов «Звезда», ТВЦ, «Столица» военные программы: «Служу Отечеству», «Щит Родины», «Марш бросок», «Оружейка», «И жизнь, и слезы, и любовь…», «Камуфляж», «Военная лира», «Армия — путёвка в жизнь», «Служивые люди», «Давайте вспомним», «Никто не забыт», «Уроки истории» и другие.
В 2005 году начал работу сайт ЦТРС Минобороны России. С 2009 года на сайте было организовано интернет-вещание в режиме онлайн. С 2012 сайт закрыт.
С 7 августа 2006 года на частоте 95,6 FM начала вещание Национальная радиостанция «Звезда», в подготовке радиосюжетов и новостных программ которой принимают участие сотрутники радио «Славянка».
С момента основания и по настоящее время творческие группы ЦТРС, в состав которых входили сотрудники теле и радиостудии, постоянно находились в боевых порядках российских войск, вели репортажи из самых опасных «горячих» точек: Чечни, Приднестровья, Южной Осетии, Нагорного Карабаха, Абхазии, Грузии, Таджикистана и других отдалённых уголков бывшего СССР.
За свой ратный труд многие сотрудники студии были награждены правительственными наградами. Среди них: Владимир Орлов — награждён орденом Мужества, Аркадий Украинский — орденом «За службу Родине в ВС СССР» 3-й степени, Дмитрий Бикетов — орденом «За военные заслуги».

## Начальники студии
- Якубовский Александр Викторович (1992—1995), полковник.
- Островский Александр Николаевич (1995—1997), полковник[7].
- Серебряков Игорь Валентинович (с 14 августа 1997 года)[8][9][10].
- Белов Юрий Тимурович (2001—2004) — полковник.
- Лебедев Александр Алексеевич (2004—2006), капитан 1 ранга[11][12].
- Николаев Илья Валентинович (2006—2007), капитан 1 ранга[13].
- Пустовой Сергей Владимирович (2007—2011), полковник.
- Лагошин Александр Михайлович (с 2011 года), полковник.

## Сотрудники студии
ЦТРС МО РФ для многих сотрудников стала школой и стартовой площадкой для их дальнейшей деятельности в ведущих средствах массовой информации. В разное время на студии работали:
- Проданчук Леонид Афанасьевич — заместитель министра по делам печати и информации Правительства Московской области[14].
- Соловьёв Вадим Михайлович — с 1995 по 2010 год ответственный редактор газеты «Независимое военное обозрение».
- Минаков Александр Васильевич — главный редактор Телерадиовещательной организации Союзного государства (2007—2017) (ТРО) (2007—2017)[15], с июня 2017 года — директор филиала ФГУП ВГТРК ГТРК «Севастополь»[16]? с 2019 года — директор ФГУП ВГТРК ГТРК «Таврида».
- Прокопенко Игорь Станиславович — с 2004 года заместитель генерального директора телеканала Рен-ТВ по общественно-политическому и документальному вещанию.
- Ильин Александр Витальевич — с 2001 года заместитель Генерального директора Первого канала по продвижению телекомпании.
- Дана Борисова — телеведущая.
- Островский Александр Николаевич — с 2005 по 2019 год руководитель телестудии Роскосмоса.
- Русинов Вячеслав Анатольевич — заместитель директора Дирекции общественно-политических программ телеканала ТВЦ, заслуженный работник культуры РФ.
- Голобородова Виктория Анатольевна — заведующая кафедрой журналистики Останкинского института телевидения и радио[17].
- Бондаренко Александр Юльевич — писатель, автор исторического романа «Записки черного гусара», книг серий «Кавалергарда век недолог», «Полки Русской армии» и др[18].
- Ковнир Евгений Владимирович — генеральный директор АНО «Цифровая экономика», заместитель директора направления «Молодые профессионалы» Агентства стратегических инициатив (АСИ)[19], до 1 сентября 2015 года работал директором Департамента развития отрасли информационных технологий Министерства связи и массовых коммуникаций РФ[20].
- Костик Денис Владимирович — технический директор телеканала «Подмосковье».
- Рубцов Юрий Владимирович — главный инженер телестудии Роскосмоса.
- Стефанов Александр Васильевич — Президент Общественной Академии проблем безопасности, обороны и правопорядка

## Награды
2000 год
- Дипломант международного открытого фестиваля «Вечный огонь».
- Дипломант Всероссийского конкурса на лучшие журналистские произведения, посвящённые 55-летию Победы в Великой Отечественной войне 1941—1945 годов за регулярный выпуск радиопередач военно-патриотической направленности.

2001 год
- Дипломант Четвёртого Евразийского телефорума.

2002 год
- Дипломант V межрегионального фестиваля военных телерадиопрограмм «Щит России» в номинациях «За цикл телеочерков „Символ славы“», «За ведение репортажей из горячих точек», «За гуманизм в радиопрограммах».
- Дипломант фестиваля художественных, документальных кино-видеофильмов «Мы из подплава».
- Лауреат Всероссийского конкурса «Патриот России» за лучшее и систематическое освещение в электронных и печатных СМИ темы патриотического воспитания граждан[21].

2004 год
- Лауреат конкурса «России верные сыны». 3-е место среди радиопрограмм радиостанций России по военно-патриотической направленности[22].
- Лауреат конкурса «Патриот России — 2004» за циклы передач, посвящённых жизни современной армии и флота. Передачи цикла «Марш-бросок»[23].

2006 год
- Программа «Служу России» ФГУ «ЦТРС Минобороны России» — победитель III фестиваля телевизионных фильмов и программ «Берега» в номинации «Разработка темы Российской Армии»[24].
- Программы Центральной телерадиовещательной студии Министерства обороны РФ «Никто не забыт», «И жизнь, и слезы, и любовь», «Давайте вспомним», спецпроект «Я не умру» стали победителями конкурса «Спасибо за жизнь», посвященного 65-летию битвы под Москвой[25].
- Диплом лауреата IX Межрегионального фестиваля военно-патриотических телерадиопрограмм «Щит России — 2006» в номинации «За разработку темы, посвящённой жизни, боевой службе и учёбе в современной армии», «Степная юность», автор Афанасьева Юлия[26].

2008 год
- Диплом лауреата XI Межрегионального фестиваля военно-патриотических телерадиопрограмм «Щит России — 2008» в номинации «За разработку темы, посвящённой жизни, боевой службе и учёбе в современной армии», Приз «Ника». Телепрограмма «Служу России». Видеосюжет «Профессия — полигонщик» /ФГУ «ЦТРС Минобороны РФ», город Москва, автор Александр Анфертьев[27].

2010 год
- Дипломант XIII межрегионального фестиваля военных телерадиопрограмм «Щит России». Телефильм «Запад — 2009», автор Борис Обазюк[28].
- Лауреат Всероссийского конкурса «Патриот России». За телепередачу «Трижды Герой Советского Союза Александр Покрышкин» (автор — Борис Обазюк) и радиоцикл «Дело чести» (автор — Е. Д. Маковская)[29].

2012 год
- Лауреат Всероссийского конкурса «Патриот России» «За циклы передач, направленных на патриотическое воспитание детей и молодёжи», передачи цикла «Марш-бросок»[30].